# Caloptilia quadripunctata
Caloptilia quadripunctata är en fjärilsart som beskrevs av Liu och Yuan 1990. Caloptilia quadripunctata ingår i släktet Caloptilia och familjen styltmalar. Inga underarter finns listade i Catalogue of Life.